# Морелос, Хосе Мария
Хосе́ Мари́я Те́кло Море́лос-и-Паво́н (исп. José María Teclo Morelos y Pavón; 30 сентября 1765, Вальядолид (ныне Морелия) — 22 декабря 1815, Сан-Кристобаль-Экатепек, интенденция Мехико (ныне штат Мехико)) — римско-католический священник, после казни Мигеля Идальго-и-Костилья в 1811 году возглавивший восстание мексиканского народа за независимость, национальный герой Мексики. Позже был схвачен испанскими колониальными властями и казнён за измену.

## Биография

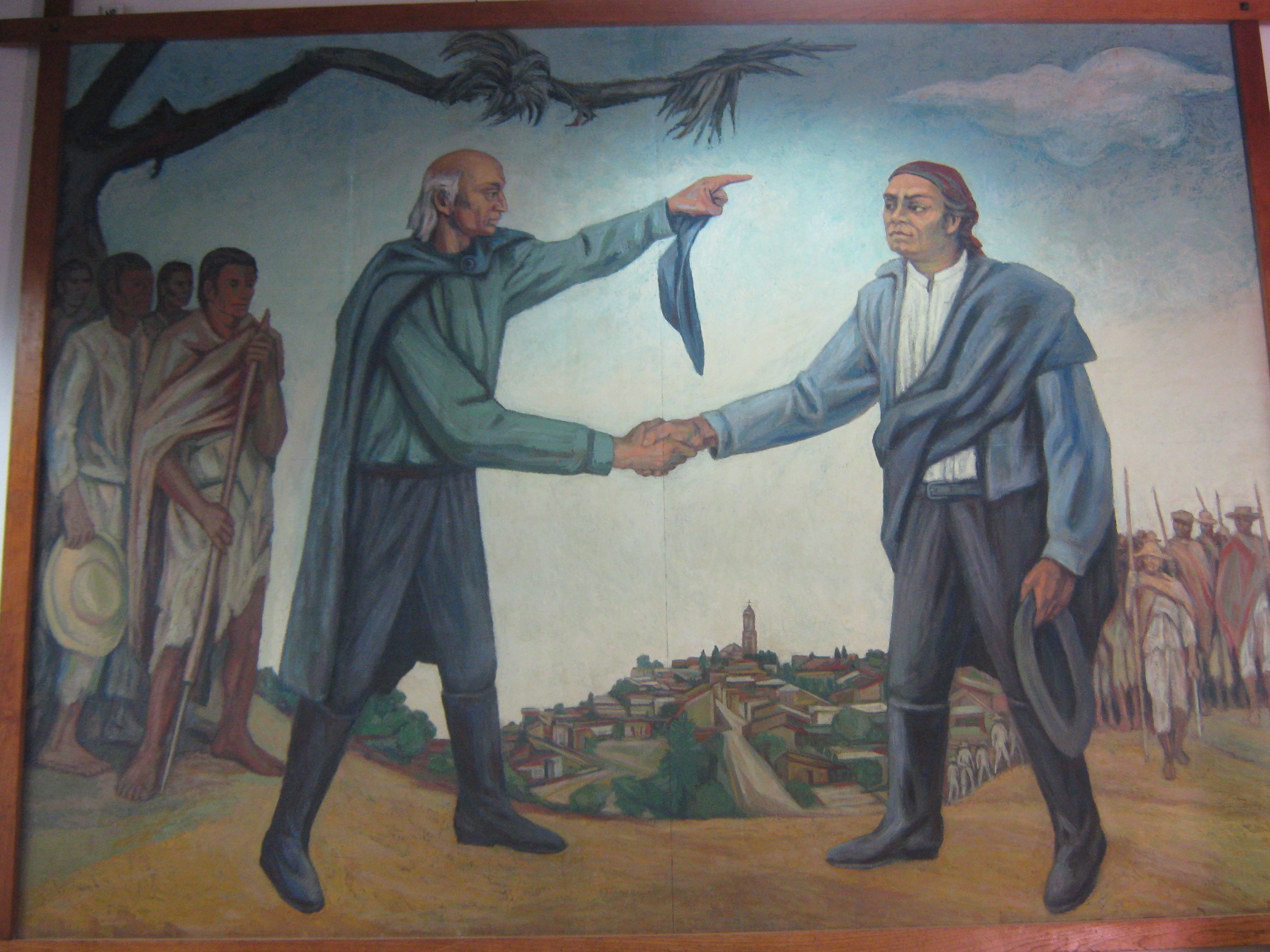
Идальго и Морелос

Родился в городе Вальядолид (ныне Морелия) в небогатой метисской семье, имевшей африканские, индейские и испанские корни. Отец — Хосе Мануэль Морелос и-Роблес (José Manuel Morelos y Robles), плотник родом из Зиндурио, преимущественно индейской по национальному составу деревни в нескольких километрах к западу от Вальядолида. Мать — Хуана Мария Гуадалупе Перес Пабон, происходившая из Сан-Хуан-Баутиста-де-Апасео, также неподалёку от Вальядолида.
В 1790—1795 годах учился в духовной семинарии, ректором которой был его дальний родственник (их общим предком был Эрнан Кортес) Мигель Идальго, который оказал на него большое влияние. Окончив её, занялся фермерством, был погонщиком мулов и учителем в начальной школе. В 1797 году стал сельским священником бедного прихода у озера Пацкуаро к западу от Мехико. Несмотря на сан священника, жил с индианкой Бригидой Альмонте, от которой у него было трое детей, включая будущего государственного деятеля Хуана Альмонте.

### Восстание против Испании
После начала восстания против Испании в 1810 году Морелос присоединился к повстанческим отрядам Идальго в качестве капеллана, но вскоре его отправили командовать повстанцами на юге Мексики.
Возглавив отряд в тысячу человек, он не сумел с наскоку взять Акапулько, но обнаружил незаурядные способности в качестве военного тактика и стратега. Найдя новых союзников и обзаведясь артиллерией, набрав и обучив тысячу человек пехоты и две тысячи кавалеристов, он создал более боеспособное войско, чем основная армия Идальго.
В армии Морелоса выдвинулось по крайней мере три способных командира: Висенте Герреро, Мануэль Феликс Фернандес (известный под именем Гуадалупе Виктория) и отец Мариано Матаморос. С ними он вёл своих людей в партизанские вылазки в горах, уничтожая конвои и расстраивая коммуникационные линии роялистов.

### Кампании Морелоса

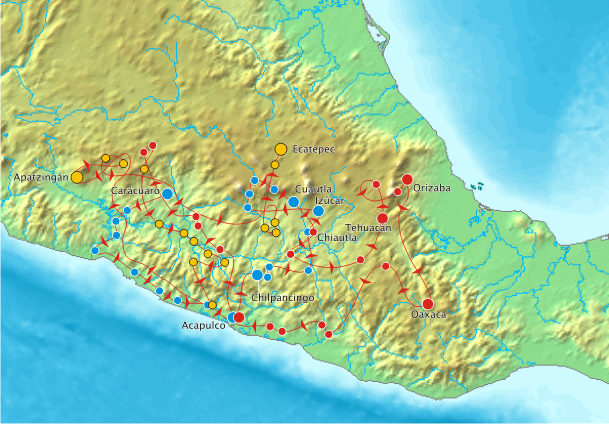
Военные походы Морелоса

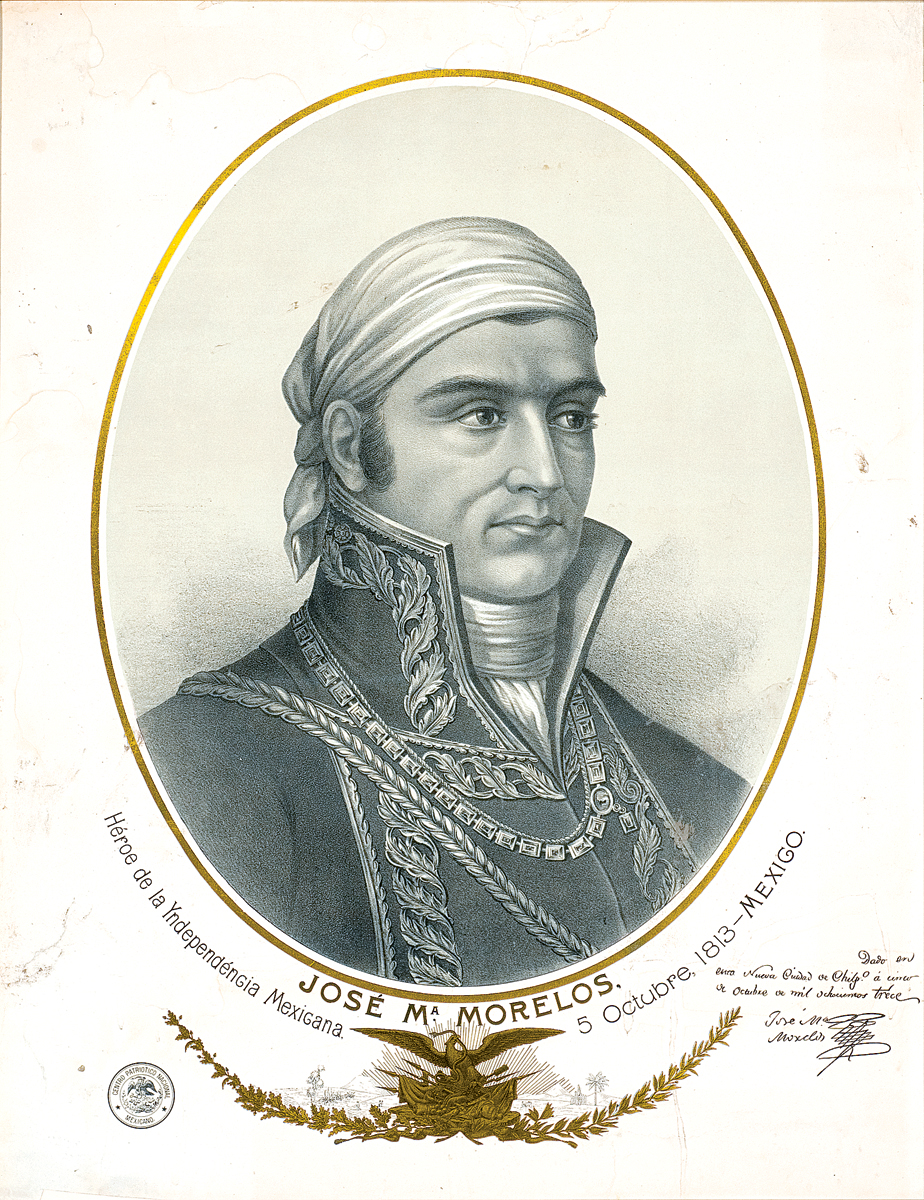
Портрет Морелоса 1813 года

После гибели Идальго возглавил радикальное крыло освободительного движения. В 1811—1813 годах Морелос одержал ряд существенных побед над испанской армией. 24 мая 1811 года заняв город Чильпансинго, а через день Тистлу. В августе Морелос с полутора тысячами человек выступил на восток и взял Чилапу. Овладев в ноябре Тлапой и Чаутлой, он совершил стремительный бросок на север. В декабре его войска заняли Куаутлу, а в конце года они вошли в важный административный и торговый город Теуакан на подступах к Мехико.
К этому времени революционное движения достигло большого размаха: в конце 1811 года в руках восставших были интендантства Гуанхауто, Гвадалахара, Мичоакан, Сакатекас, значительная часть интендантств Пуэблы, Веракруса, Сан-Луис-Потоси находилась под контролем повстанцев.
19 февраля испанские войска Феликса Кальехи осадили южный пригород Мехико Куаутлу, где Морелос сосредоточил свои основные силы численностью около 5,5 тыс. человек. В течение двух с половиной месяцев повстанцы удерживали противника, несмотря на голод и эпидемию малярии, поразившую и самого Морелоса. Когда Морелосу, на которого было совершено несколько неудачных покушений, предложили прекратить сопротивление без последующих санкций к осажденным, он ответил: «Я предлагаю те же условия самому Кальехе и его войскам».
Однако в ночь на 2 мая Морелосу с повстанцами пришлось оставить город, потеряв 800 человек убитыми. Поражение Морелоса воодушевило роялистов, но его армия была сохранена. К тому же, репрессии со стороны роялистских войск против мирного населения Куаутлы обеспечили приток в армию Морелоса новых добровольцев. В конце октября 1812 года Морелос овладел Орисабой, 25 ноября — Оахакой. В апреле 1813 года повстанцы взяли Акапулько, под контролем вице-короля теперь находились лишь столица и главные провинциальные центры.

### Провозглашение независимости и реформы Морелоса

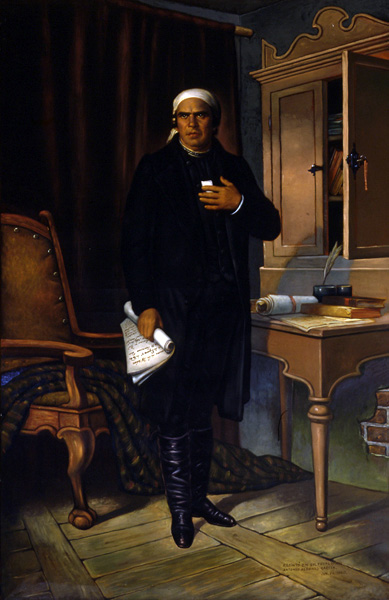
Хосе Мария Морелос. Портрет 1865 года

Морелос добивался не просто освобождения Мексики от колониального ига, но и проведения социально-экономических и политических преобразований в интересах неимущих масс населения, против расовой дискриминации и феодальной эксплуатации. 28 июня 1813 года Морелос издал в Акапулько декрет о созыве национального конгресса для создания правительства. Созванный по его инициативе Конгресс, на котором председательствовал Матаморос, открылся в Чильпансинго 14 сентября того же года. На его заседании был оглашен программный документ под названием «Чувства нации», предусматривавший отмену рабства и деления населения на расовые группы, осуществление идеи народного суверенитета, установление единого налога, гарантии собственности и неприкосновенности жилища, запрещение пыток.
Конгресс также назначил Морелоса генералиссимусом и главой исполнительной власти — верховным правителем, или «слугой нации». В своей инаугурационной речи Морелос объявил, что основой Мексиканской республики будет «уравнивание богатства и нищеты, для чего будет увеличена заработная плата бедным, повышен уровень их жизни, они будут вырваны из трясины невежества, грабежей и воровства». 6 ноября 1813 года повстанцами был принят «Торжественный акт Декларации независимости Северной Америки»; Мексика объявлялась «Доиспанским королевством Анауак». Добившись военных успехов на юге, Морелос двинулся на север в Вальядолид, но потерпел поражение, что привело к ослаблению позиции Морелоса и его сторонников. К тому же, в марте 1814 года к власти в Испании вернулся Фердинанд VII, и действия по подавлению восстания были активизированы.
22 октября 1814 года повстанческий конгресс провозгласил первую в истории Мексики конституцию — «Конституционный указ о свободе Мексиканской Америки» — которая устанавливала республику и разделение властей (законодательной, исполнительной и судебной), высшим законодательным органом объявлялся конгресс. Провозглашались равенство всех граждан перед законом, свобода слова и печати, должна была исповедоваться только римско-католическая религия. Руководство республикой осуществлялось комитет из трёх человек, каждый из которых должен был быть президентом в течение четырех месяцев — чтобы удовлетворить амбиции тройки вождей повстанцев.

### Поражение и гибель

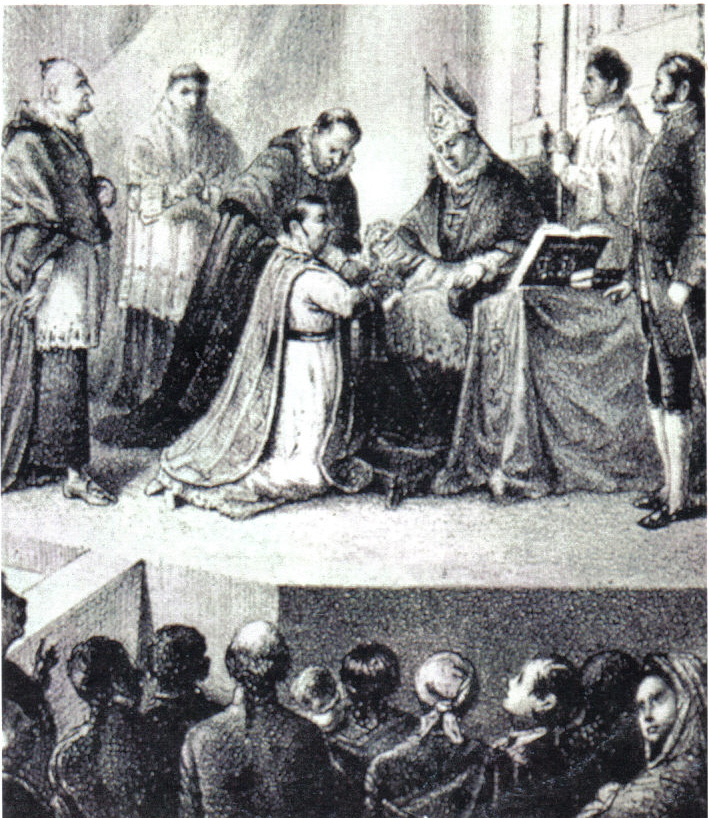
Лишение Морелоса духовного сана перед передачей светскому суду.

Однако происпанские роялистские силы снова перешли в наступление. В ноябре 1814 года молодой офицер лоялистов Агустин де Итурбиде (будущий император Мексики) разбил двадцатитысячную революционную армию Морелоса, пленив Матамороса. Повстанческий генералиссимус всеми способами искал обмена военнопленными, чтобы освободить своего боевого товарища, воина-священника Матамороса, но того казнили в Вальядолиде в начале 1815 года.
В ноябре 1815 года и отряд самого Морелоса был разбит испанцами под Пуэблой. Сам он, отослав остальных солдат, чтобы они не попали в плен, был захвачен испанскими властями. Он был подвергнут пыткам инквизиции (выдвинувшему против него 23 пункта обвинения, включая даже отправку сыновей на учёбу в США), лишён духовного сана и предан суду, на котором держался с достоинством. От предложения тюремного надзирателя устроить ему бегство отказался, опасаясь, что его спасителя тоже могут казнить.
22 декабря Морелос был расстрелян возле Мехико. Попросив распятие и произнеся «Боже, если я сделал что-то хорошее, на то была воля Твоя, в беде предаю себя Твоему безмерному милосердию», он был застрелен двумя выстрелами в спину. Ведомую им борьбу за независимость продолжил его заместитель Висенте Герреро. Посмертно был реабилитирован, в том числе и церковью, и провозглашён национальным героем Мексики. В 1925 году он вместе с другими участниками войн за независимость был перезахоронен у основания памятника Ангел независимости в Мехико.

## Память

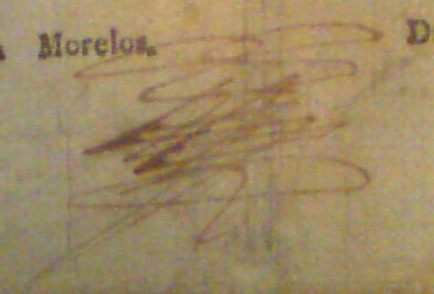
Подпись Морелоса

Его имя носит штат Морелос. Портрет Морелоса регулярно изображался на монетах в 1 мексиканский песо различных серий, ходивших до денежной реформы 1980-х годов, а также на современной юбилейной монете в 5 песо 2010 года. Его имя высечено золотыми буквами (бронзой с позолотой) на Стене почёта в зале заседаний Палаты депутатов мексиканского Конгресса.